# 明基 MID S6
明基 MID S6是明基电通于2008年上市的一款行動聯網裝置（MID）。基于英特尔ATOM系列处理器，明基 MID S6的市场取向是介乎于移动电话和上网本之间的市场。其“MID”概念类似于其产品诞生数年前的PDA（个人数码助理），但在机能上更加接近甚至基本上兼容个人电脑。

## 历史
明基 MID S6实际面世于2008年，最初明基电通与意大利电信运营商合作运营，安装Linux系统。2009年改版后改与台湾远传电信合作推出，改用Windows XP home edition。
这台产品本应只在台湾发售，但经过渠道商中转在中国大陆也有发售。

## 系统参数
- 处理器：Intel® Atom™处理器800MHz
- 内存：512MB DDRⅡ SDRAM
- 操作系统：正版Windows® XP Home Edition
- 硬盘容量：SSD (PATA) 8GB
- 屏幕：4.8吋WVGA (800x480)TFT触控屏幕
- 电池容量：锂电池 7.4V 1880 mAh
- 通讯/网络：区域无线网络：802.11b/g、内建蓝牙：2.0+EDR、内建WWAN (内建SIM卡插槽)：HSDPA、WLAN (802.11b/g)
- 输出入接口：USB USB 2.0接口(host/client) x 1、1.65 phi DC-IN x 1、耳机插孔 x 1、内建整合式麦克风
- 记忆卡卡片阅读机：Micro SD (Push-push)
- 音效：高分辨率影音解碼 HD audio codec
- 尺寸：158 x 90 x 22mm
- 重量：370g
- 外围/配件：触控笔 x 2、立体声耳机、充电器、USB转接头、电池、皮套、防滑绳。[3]

## 实际应用

### 外观设计

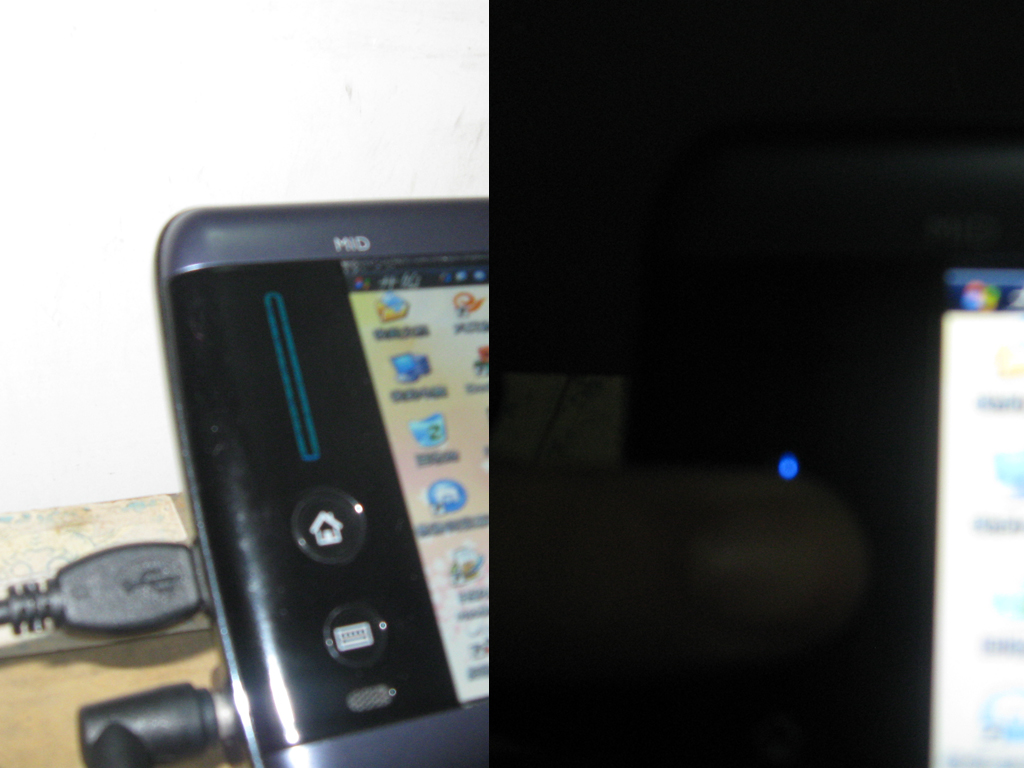
S6的轻触翻页键，相当于鼠标中间的滚轮，触摸时蓝色的背灯发亮是其一大特色。

明基 MID S6整体是一台无键盘的平板电脑。得益于英特尔的Atom处理器架构，S6体积很小，能够在套着随机附带的皮套的情况下装进裤袋里。
S6机身左上有一条长条形的翻页键，其作用为鼠标滚轮的替代品，在通电时用手轻擦会有发出蓝光的背灯跟随手指闪亮。左下为Home键和软键盘键。机身右侧是Ctrl键，在实际应用中由于Ctrl键多用于选中多个文件或文件夹，而大多数人用右手握住触摸笔，在右手使用触摸笔的同时还要按住Ctrl键是一个非常困难的事情。触摸笔则是插在后面，与其相伴的是撑起机身的支架和Windows XP的密钥认证标签。

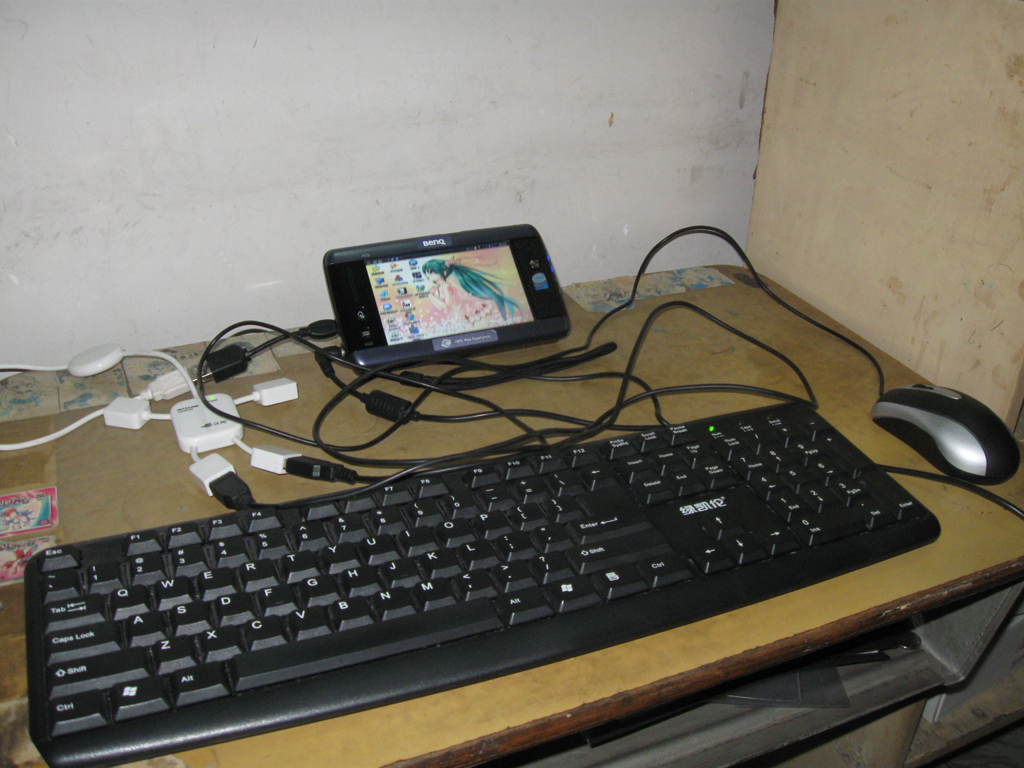
外接USB分插口以后的S6

S6机身只有一个小USB口，与一般的USB设备的插头并不匹配，所以经常要用到随机的接驳线。在加装接驳线和USB分线器的情况下，S6可以接上键盘、鼠标、打印机等外接设备。
S6本身并无光驱，因此如果需要重装系统就要使用接驳线和分线器。由于机器本身也没有安装光盘，所以在没有另外购买许可证的情况下，合法地重装机器原配的Windows系统的途径只能是到明基的保修点重装。重装系统方法可以有如下几个：
- 利用外接移动光碟驅動器从光盘安装；
- 利用能够自启动的闪存盘安装克隆的系统；
- 利用能被机器识别为移动光碟驅動器的闪存盘，利用复制到闪存盘上的光盘镜像安装系统。

S6机内有8G的闪存硬盘，同时也有一个专门读取MicroSD卡的读卡器。
据称有人将机身上面的两张贴纸(Benq及100% Web Experience)撕掉后，发现下面印刷的是欧版的设计。也就是说这两张贴纸有可能是用来掩盖原本的欧版设计。

### 软件应用
S6最初的欧洲版本使用的是基于Linux特别设计的Midinux系统，回归台湾后使用Windows XP Home Edition。由于机器本身只有512M内存，对应主要为台式电脑设计的XP，机器启动后所能使用的物理内存已经不多，加上机器的缓存设计不大以及CPU性能太低，在软件应用方面相比同期的电脑系统(一般已有双核CPU和1G左右内存)要慢很多。一旦打开软件太多系统就会变得很慢甚至假死。
由于是使用XP作为系统，所以个人电脑上使用XP的大多数软件都会兼容，但不支持大部分需要硬件3D加速的软件如3D游戏。文字内容输入可以使用系统的软键盘（按软键盘键打开），也可另外安装手写输入法。Home键可以打开特制的快捷菜单以快速打开媒体播放器、任务管理器等。但是在系统卡死的情况下很可能无法打开这个软件，导致没有办法打开任务管理器以结束不正常程序。
Atom CPU可以加速某些AVI格式的视频播放，但整体上由于机器性能太弱，连播放RMVB都可能会很慢，所以需要到类似超级兔子系列的多媒体格式转换软件将视频格式转换为MP4或者PMP（PSP的影片格式）。
3g联网方面，S6本身支持WCDMA，在XP下也有拨号软件。在加装设备后支持CDMA2000。

### 自带软件
- 手机卡（WCDMA sim卡）上网连接工具
- 软键盘
- Home键快捷菜单
- 远传070电话软件

部分S6自带的系统支援软件。

- 设置小工具（提供快速调整分辨率、打开3G支持蓝牙支持等功能）

## 电信营运商合作
明基在2009年与台湾电信运营商远传电信联合推出购机套餐，S6本身也附带远传的电话程序。